# أورانوفين
أورانوفين هو معقد تناسقي للذهب يستخدم مكوّناً فعّالاً في تركيب العقاقير المضادة للروماتويد والمعدلة لسير المرض. يسوّق تحت الاسم التجاري ريداورا Ridaura.
يعد أورانوفين بالإضافة إلى أوروثيو الغلوكوز وأوروثيومالات الصوديوم من المركبات التي تحوي في تركيبها على عنصر الذهب، والمستخدمة في علاج التهاب المفاصل الروماتويدي؛ إلا أن تحليل تلوي على 66 حالة مرضية خَلُضَ أن العقار ليس بذي نجاعة كافية.